# Bunuri mobile din domeniul documente clasate în patrimoniul cultural național al României aflate în județul Maramureș
Acestă listă conține bunurile mobile din domeniul documente clasate în Patrimoniul cultural național al României aflate la momentul clasării în județul Maramureș.

## Fond
| Foto | Informații generale                                                        | Detalii tehnice | Descriere | Deținător                                                     | Legături |
| ---- | -------------------------------------------------------------------------- | --- | --- | ------------------------------------------------------------- | -------- |
|      | Parcul orașului Baia Mare                                                  | Dimensiuni: Lungime:14 cm; lățime 9 cm Material: Hârtie cartonată, fotografii imprimate prin tipărire                 | Cartea poștală ilustrată cuprinde două imagini fotografice, în sepia, din parcul de agrement al orașului Baia Mare. Imaginea din stânga ilustratei redă o parte din zona deluroasă a parcului, partea izvoarelor iar cea din dreapta redă aleea principală, foarte asemănătoare unui tunel străjuit de copaci. În partea de jos a celor două imagini alăturate se află textul explicativ: "Versantul izvoarelor; Aleea pietonală din parcul Szechenyi; Baia Mare; Kovacs Gyula, cărți și papetărie din Baia Mare". Pe verso este redactat cu scris de mână un text în limba maghiară cu formulări generale cu transmitere de salutări din Baia Mare, către o familie din Debreczen. Textul este datat 18 iulie 1909. Timbrul lipsește. | Muzeul Județean de Istorie și Arheologie Maramureș, Baia Mare | Cimec    |
|      | Baia Mare, Centrul vechi                                                   | Dimensiuni: Lungime:36 cm, lățime 28,5 cm Material: Hârtie fotografică, în sepia, după clișeu pe sticlă, carton       | Imaginea redă centrul vechi (piața centrală), latura dinspre sud. Piața este pavată cu pietre de râu având în mijloc o fântână circulară înconjurată cu pomi. În stânga fotografiei se văd două căruțe iar în piață sunt mai multe persoane răzlețe sau în grupuri mici. Printre edificiile de pe latura sudică sunt unele care în perioada următoare, de după 1900, vor trece prin schimbări arhitecturale, cum este Turnul Sf. Ștefan din dreapta imaginii. Fotografia este încadrată în passpartout de carton având în partea de jos textul: "A FOTER DELKELETI OLDALA" (Latura de sud a pieței). | Muzeul Județean de Istorie și Arheologie Maramureș, Baia Mare | Cimec    |
|      | Târg la Baia Mare                                                          | Datare: Sf. Sec. XIX Dimensiuni: Lungime: 29.5 cm; lățime: 17 cm. Material: Hârtie fotografică                        | Imaginea realizată din două fotografii alăturate, redă o imagine panoramică a pieței centrale intr-o zi de târg. Imortalizată probabil din clădirea Hotelului Ștefan, aflată pe latura opusă, vestică, a pieței, redă aglomerația de tabere, căruțe cu mărfuri și oameni, specifice târgurilor periodice care se țineau în centrul orașului. De jur-împrejur se văd edificiile care delimitau piața având configurația arhitecturală din ultimele decenii ale sec. XIX. Cele două fotografii care se îmbină perfect au fost lipite pe un carton încadrat de un chenar negru sub care se află textul: "Vasari jelenet Nagybanyan" (Zi de târg în Baia Mare). | Muzeul Județean de Istorie și Arheologie Maramureș, Baia Mare | Cimec    |
|      | Baia Mare văzută din Turnul Sf. Ștefan                                     | Dimensiuni: Lungime: 34cm; lățime: 28 cm Material: Hârtie fotografică, carton                                         | Imaginea redă vedere de ansamblu a orașului Baia Mare, spre nord-est, din Turnul Sf. Ștefan. În prim-plan este imortalizată calea de acces (drumul) spre munți și spre Maramureșul istoric, având de o parte și alta construcțiile edilitare, cuprinse panoramic spre periferie. În plan secundar se vede cursul râului Săsar, după care se conturează dealurile din împrejurimi. Fotografia (18/14), este fixată pe carton dreptunghiular, încadrată de chenar negru vizibil parțial, suportul cartonat fiind destul de degradat. Pe spatele fotografiei este aplicată ștampila Muzeului Orășenesc Baia Mare cu numărul de inventar 4035. Atelier băimărean. | Muzeul Județean de Istorie și Arheologie Maramureș, Baia Mare | Cimec    |
|      | Turnul Sf. Ștefan                                                          | Datare: Sf. Sec. XIX Dimensiuni: Lungime: 30 cm; lățime: 24.8 cm Material: Hârtie fotografică, carton                 | Imaginea fotografică (8/11,5) este încadrată în passpartout de carton cu chenar auriu. În partea de jos a fotografiei se află inscripția scrisă cu literă majuscule direct pe passpartout: "A NAGYBANYAI SZENT ISTVAN TORONY DELI OLDALA ROLAND SZOBO". În traducere conținutul acesteia este: "Turnul Sf. Ștefan din Baia Mare, latura de sud, cu statuia lui Roland". Fotografia redă imaginea turnului Sf. Ștefan, segmentul arhitectural premergător acoperișului, cu două ferestre în stil gotic. În partea superioară se vede o parte a cadranului de ceas precum și o margine a acoperișului. Turnul este încadrat de vegetație. În parte stânga a turnului, în dreptul bazei ferestrei gotice din zona mediană a fotografiei, se află încastrat în zidărie altorelieful cavalerului medieval, generic numit, Roland. Imaginea este realizată în tehnica fotografică specifică sfârșitul sec. XIX, după clișeu pe sticlă.                                               | Muzeul Județean de Istorie și Arheologie Maramureș, Baia Mare | Cimec    |
|      | Târg la Baia Mare                                                          | Datare: începutul sec. XX Dimensiuni: Lungime: 24.5 cm; lățime: 22.6 cm Material: Hărtie fotografică, carton          | Imaginea redă latura de sud a pieței centrale a orașului într-o zi de târg. Printre pomii care decorau zona se văd tarabe, căruțe și oameni cu diferite mărfuri. În spatele clădirilor de pe această latură se vede Turnul Sf. Ștefan a cărui configurație terminală suferise schimbări recente. Fotografia (11,5/11) a fost lipită pe un carton, în partea de jos aflandu-se textul "Zi de târg în Baia Mare". Atelier băimărean. | Muzeul Județean de Istorie și Arheologie Maramureș, Baia Mare | Cimec    |
|      | Baia Mare, dinspre Săsar                                                   | Datare: Sf.sec.XIX Dimensiuni: Lungime: 35.5 cm; lățime: 29cm Material: Hârtie                                        | Fotografia, realizată în tehnica vremii, după clișeu pe sticlă, redă o imagine a orașului Baia Mare dinspre cel mai vechi pod de peste râul Săsar. În prim-plan se vede podul de lemn, pe partea stângă cu grupuri de oameni având în spatele lor, probabil materiale de construcție mascate. Până în jurul anilor 1848 în această zonă se mai păstrau edificii fragmentare din Poarte de nord (Poarta Podului), una din cele patru căi importante de acces în orașul medieval Baia Mare. În plan secundar se văd clădirile bisericii și parohiei reformate iar în fundalul imaginii se profilează Turnul Sf. Ștefan, cea mai veche construcție medievală din oraș. Fotografia este încadrată în passpartout iar în partea de jos este inscripționat textul cu majuscule: "Strada Podului, Podul Sâsar". | Muzeul Județean de Istorie și Arheologie Maramureș, Baia Mare | Cimec    |
|      | Turnul Sf. Ștefan detaliu cavalerul Roland                                 | Datare: Sf. sec. XIX Dimensiuni: Lungime:29.5; lățime: 24.5 cm Material: Carton, hârtie,                              | Fotografia redă imaginea cavalerului medieval Roland, altorelief executat în piatră. Cavalerul este îmbrăcat în armură completă cu detalii în zona pieptului și a genunchilor. Mâna stângă este ațezată pe o spada lungă iar în mâna dreaptă ține un buzdugan(?) cu mânerul scurt. Sculptura se înscrie într-o casetă dreptunghiulară de piatră cu o latură neregulată. Această operă de artă a fost la un moment dat încastrată în zidul de piatră al turnului-clopotniță Sf. Ștefan, pe latura de sud, la aproximativ 20m înălțime de la sol. Inscriptir : ROLAND SZOBOR A NAGYBANYAI SZENT ISTVAN TORONYROL. | Muzeul Județean de Istorie și Arheologie Maramureș, Baia Mare | Cimec    |
|      | Fragment din portalul Bisericii gotice Sf. Ștefan                          | Datare: Sf. sec. XIX Dimensiuni: Lungime: 32 cm; lățime: 27.5 cm Material: carton, hârtie fotografică                 | Fotografia redă un fragment din portalul (intrarea) vechii biserici gotice Sf. Ștefan (sec. XIV), din Baia Mare. Este unicul detaliu de arhitectură care se mai pastrează, in situ, din impunătoarea construcție. De acest portal a fost alipit turnul-clopotnița, cu același nume, construit din inițiativa lui Iancu de Hunedoara în anul 1446. Fragmentul de portal se află pe latura nord-vestică a turnului. Din imagine se văd detalii ale construcției de piatră inclusiv elemente specifice stilului gotic de arhitectură. Aceste vestigii sunt înconjurate de vegetație. Fotografia este încadrată în passpartout din carton, cu chenar auriu. În partea de jos se afla inscripția, "ROLAND SZOBOR A NAGYBANYAI SZENT ISTVAN TORONYROL" al cărei conținut în traducere este: "Biserica Sf. Stefan din Baia Mare. Rămășițe din portal". Într-o perioadă mai recentă (în urmă cu 20-25 ani) a fost adăugat peste passpartout-ul original un chenar de hârtie cartonată. | Muzeul Județean de Istorie și Arheologie Maramureș, Baia Mare | Cimec    |
|      | Centrul vechi din Baia Mare                                                | Datare: Sf. Sec. XIX Dimensiuni: Lungime: 34,5 cm; lățime: 27 cm Material: Hârtie fotografică                         | Fotografia, în sepia, (20/15), redă centrul vechi al orașului Baia Mare în ultimele decenii ale sec. XIX. Este surprinsă jumătatea dinspre sud a pieței centrale unde se țineau târgurile periodice. Piața, pavată cu pietre de râu, este redată într-o zi obisnuită. În jurul pomilor grupați înspre sud se văd oameni și căteva căruțe. În spatele pomilor se profilează edificii din patrulaterul zonei centrale, având la parter magazine iar în partea dreaptă a imaginii se vede partea terminală a Turnului Sf. Ștefan cu acoperișul de tranziție între două etape de modificări arhitecturale. Fotografia, încadrată d eun chenar negru, pe alocuri șters, a fost fixată pe un suport de lemn. Hârtia fotografică este deteriorată în colțul jos iar suportul de lemn este și el crăpat în două locuri fără a afecta fotografia. Atelier băimarean. | Muzeul Județean de Istorie și Arheologie Maramureș, Baia Mare | Cimec    |
|      | Vedere generală dinspre nord-vest. Dealuri băimarene                       | Datare: Sf. Sec. XIX Dimensiuni: Lungime: 32,3 cm; lățime: 28,4 cm Material: Carton, hârtie                           | Fotografia redă împrejurimi ale orașului Baia Mare, probabil, dinspre nord-vest, avănd în vedere faptul că zonele deluroase și muntoase sunt în estul și în nordul orașului. În prim plan se vede cursul, foarte scăzut al Săsarului, neamenajat. La poalele dealurilor sunt case răzlețe și multă vegetație. Fotografia (18,4/11,7) este fixată pe carton dreptunghiular, încadrată de un chenar negru. În partea de jos este inscripționat textul explicativ: "RESZLET A NAGYBANYA HEGYOLDALBOL ; Nagybanyai varosi muzeum", (Partea spre dealurile băimarene). Pe spatele fotografiei este aplicată, în partea de jos, ștampila Muzeului Oraășenesc Baia Mare cu numărul de inventar 4081. Latura inferioară a suportului cartonat este deteriorat, dar imaginea fotografică nu este afectată. | Muzeul Județean de Istorie și Arheologie Maramureș, Baia Mare | Cimec    |
|      | Baia Mare, strada Baia Sprie                                               | Datare: Sf. Sec, XIX Dimensiuni: Lungime: 34 cm; lățime: 26,7 cm Material: hârtie fotografică, carton                 | Fotografia (19/14,5), în sepia, redă o stradă importantă din Baia Mare și anume str. Baia Sprie, numită așa o perioadă, deoarece duce spre localitatea cu acest nume. Imaginea prezintă porțiunea de început din această stradă, ea pornind din piața centrală (centrul vechi) înspre Munții Gutin. Strada este pavată cu pietre de râu. Dintre edificiile care se văd, mai importantă este clădirea din dreapta imaginii, fostul han Vulturul Negru și sediul primăriei orașului. În prim plan mai îndepărtat se profilează biserica luterană și lanțul muntos. Fotografia este încadrată în passpartout de carton care, la rândul său este fixat pe un suport de lemn. În partea de jos se află textul scis în majuscule: "FELSOBANYAI UTCZA" (Strada Baia Sprie). | Muzeul Județean de Istorie și Arheologie Maramureș, Baia Mare | Cimec    |
|      | Baia Mare, vedere generală dinspre nord                                    | Datare: Sf. Sec. XIX Dimensiuni: Lungime: 35cm; lățime: 28,5 cm Material: Carton, hârtie                              | Fotografia reprezintă o imagine panoramică luată de pe Dealul Florilor situat în partea de nord a orașului Baia Mare. În prim-plan este cuprinsă vegetația abundentă de pe versanții dealului iar în perspectivă se vede zona periferică dispre est a orașului. Fotografia este încadrată în passaprout având, în partea de jos, pe hârtie lipită de carton, inscripția explicativă: "NAGYBANYA VIRAGHEGYROL, Nagybanyai Varosi Muzeum 4037 szam" (Baia Mare de pe Dealul Florilor). Pe spate este amprenta ștampilei Muzeului Orățenesc Baia Mare cu numărul de inventar 4034. Atelier băimărean. | Muzeul Județean de Istorie și Arheologie Maramureș, Baia Mare | Cimec    |
|      | Împrejurimile orașului Baia Mare dinspre sud                               | Datare: Sf. sec. XIX Dimensiuni: Lungime: 35 cm; lățime: 28.3 cm Material: Hârtie fotografica, lemn                   | Fotografia, în sepia (21/15), redă o panoramă a îmorejurimilor orașului Baia Mare dinspre sud. În prim-plan este zonă plană cu vegetație și două persoane dintre care una este culcată pe iarbă. În registrul următor se disting următor se disting edificii importante din oraș, precum Turnul Sf. Ștefan, biserica romano-catolică și biserica reformată. În fundalul imaginii se profilează dealurile care se întind în partea de nord a orașului. Fotografia este încadrată în passpartout, în partea de jos având textul: " Nagy Banya… Kepe del nyugat felol" (Baia Mare dinspre partea de sud). Atelier băimărean. | Muzeul Județean de Istorie și Arheologie Maramureș, Baia Mare | Cimec    |
|      | Pompieri în exercițiu                                                      | Datare: Sf. sec. XIX Dimensiuni: Lungime: 29 cm; lățime: 21,5 cm Material: Hârtie fotografică, carton                 | Imaginea redă un exercițiu în desfășurare a pompierilor în curtea gimnaziului superior din Baia Mare. În prim plan sunt grupuri de pompieri care desfășoară diferite activități specifice stingerii incendiilor. Utilajele folosite, tulumbe și butoaie cu apă, sunt caracteristice anilor 1900. Fundalul fotografiei este ocupat de fațada școlii cu intrarea principală. Pe cele două scări care duc la etajul superior se află trei pompieri în exercițiu. În partea de jos a fotografiei este textul care definește activitatea imortalizată, respectiv: "Onkentes tuzoltok gyakorlata a fogymnasium udvaran" (Pompieri voluntari în exercițiu în curtea gimnaziului superior"). Atelier băimarean. | Muzeul Județean de Istorie și Arheologie Maramureș, Baia Mare | Cimec    |
|      | Baia Mare, cursul Săsarului neamenajat                                     | Datare: Sf. sec. XIX Dimensiuni: Lungime: 34cm; lățime: 17,5 cm Material: Hârtie fotografică, carton                  | Fotografia (12, 6/17), sepia, redă o parte din cursul râului Săsar, zona podului Viilor. În prim plan se află Săsarul iar pe malul stâng al acestuia se află vechea monetărie a orașului. În același registru se vede turnul-clopotniță a bisericii reformate. În partea dreaptă a imaginii se profilează case și vegetație. Fotografia este fixată pe un carton dreptunchiular și este încadrată de un chenar negru. În partea de jos se află inscripția: "ZAZARPART RESZLET A REGI PENZVERO HAZZAL" (Cursul Săsarului spre clădirea vechii monetării). Atelier băimarean. | Muzeul Județean de Istorie și Arheologie Maramureș, Baia Mare | Cimec    |
|      | Centrul vechi din Baia Mare                                                | Datare: Sf. sec. XIX Dimensiuni: Lungime: 35 cm; lățime: 29 cm Material: Hârtie fotografică, carton                   | Fotografia redă vechea piață a orașului Baia Mare, latura de vest și o parte din latura de sud. În prim plan este cuprinsă piața propriu-zisă, locul de desfășurare a târgurilor, pavată cu pietre de râu. În piață se află câteva persoane răzlețe și o căruță iar în jurul ei se află edificiile cu structura arhitecturală din ultimele decenii a secolului XX. Dintre acestea se remarcă edificiul din stânga imaginii, hotelul Ștefan., construcție care, în urma unui incendiu în 1905, își va schimba complet aspectul primind configurația de astăzi. Fotografia (20,5/15) este încadrată în passpartout care pe alocuri este deteriorat. În partea de jos se află textul :"A FOTER ESZAKNYGATI OLDALA"(Centrul, piața, latura de vest"). Cu siguranță fotografia a fost executată de un fotograf băimărean, unele fotografii din colecția veche au pe verso. Atelier băimarean.                                                                                       | Muzeul Județean de Istorie și Arheologie Maramureș, Baia Mare | Cimec    |
|      | Mina Protocol, Baia Mare-Valea Borcutului -Alexiu Pocol Autor: Kovats Elek | Datare: Prima jumătate a sec. XX Dimensiuni: Lungime: 32 cm; lățime: 26 cm Material: Hârtie fotografică, carton       | Fotografia (23/17), alb-negru, redă intrarea în mina Pocol (Alexiu Pocol a fost proprietarul minei), de pe Valea Borcutului din Baia Mare, în perioada interbelică. Dominantă este clădirea administrativă și gura de intrare în galeriile minei. Deasupra intrării și pe clădirea din dreapta sunt amplasate medalioane ovale cu însemnele mineritului, respectiv ciocănele încrucișate și crucea. În fața acestor construcții se află un grup de oameni, dintre care se detașează proprietarul Alexiu Pocol, însoțit de un câine de rasă. Alături de el se află mineri cu unelte de muncă și lămpi de mină. Tot acest grupaj este încadrat în ambientul natural al zonei miniere de pe Vale. Pe spatele fotografiei se află aplicată ștampila fotografului băimărean Kovats Elek. Inscripție (KOVATS ELEK NAGY-BANYAN). | Muzeul Județean de Istorie și Arheologie Maramureș, Baia Mare | Cimec    |
|      | Valea Borcutului-zona minieră- Alexiu Pocol Autor: Kovats Elek             | Datare: Prima jumătate a sec. XX Dimensiuni: Lungime: 34,6 cm; lățime: 29,5 cm Material: Hârtie fotografică, carton   | Fotografia (32,2/17,5), încadrată în chenar cartonat, gri, prezintă un ansamblu de clădiri aparținând minelor Pecol de pe Valea Borcutului din Baia Mare. Sunt clădiri administrative din apropierea exploatării miniere conduse de Alexiu Pocol (1871-1935). Acesta este prezent în grupul din prim plan, alți oameni, purtând diferite unelte specifice mineritului, sunt răsfirați în fața clădirii principale. De jur-împrejur se văd dealurile bogate în zăcăminte aurifere din zona minieră. Pe spatele fotografiei sunt aplicate două ștampile. Una, cu ciocanele încrucișate este ștampila exploatării miniere a lui Alexiu Pocol "Alexiu Pocol de Lozna Mare, Mina Valea Borcului, Baia Mare", cealaltă este ștampila fotografului "Kovats Elek, Baia Mare" (NAGYLOZNAI POKOL ELEK BORPATAKI BANYASZATA NAGYBANYA). Atelier băimărean. | Muzeul Județean de Istorie și Arheologie Maramureș, Baia Mare | Cimec    |
|      | Baia Sprie                                                                 | Datare: Începp. Sec. XX Dimensiuni: Lungime: 27 cm; lățime: 21 cm Material: Hârtie fotografică, după clișeu pe sticlă | Fotografia redă o imagine de ansamblu a orașului minier Baia Mare în primul deceniu al secolului XX. În prim plan se vede centrul civic al vechiului oraș, așezat între dealuri. Pe fundal se profilează Dealul Minei, cel mai vechi și mai important complex de exploatare minieră din zonă. În partea de jos a imaginii se văd detalii din gospodăriile răsfirate pe dealurile ce încoară orașul. Fotografia în sepia este lipită pe suport cartonat și încadrată de un chenar cu elemente decorative florale la cele patru colțuri. Suportul cartonat este deteriorat în partea de jos fără a afecta hârtia fotografică. Inscripția definește tematic fotografia: "Dealul Minei". | Muzeul Județean de Istorie și Arheologie Maramureș, Baia Mare | Cimec    |